# Топика (Аристотел)
Вижте пояснителната страница за други значения на Топика.
Топика е едно от шестте съчинения на Аристотел, обединени в т.нар. „Органон“. То се занимава със създадената от философа наука логика. Топика съставлява трактат, занимаващ се с изкуството на диалектиката. Аристотел изгражда метода, който по-късно следва, в произведението си „Метафизика“. Освен за изследване на първите начала този метод има и пряк жизнен смисъл. Това е основният акцент, който Аристотел поставя при разглеждането му в „Топика“ – като логика на живото човешко общуване.